# Pamięć zmiennofazowa
Pamięć zmiennofazowa, PCM (od ang. phase-change memory), PRAM, PCRAM (od ang. phase-change RAM) – typ pamięci nieulotnej opartej na nośniku krystalicznym (tzw. owoniku).
Wykorzystano w niej zjawisko zmiany fazy punktów nośnika z krystalicznej na amorficzną (i odwrotnie) za pomocą podgrzewania impulsami elektrycznymi. Odczyt dokonywany jest przez pomiar rezystancji nośnika (jest ona inna dla różnych faz). Nośnikiem jest stop tellurku antymonu i tellurku galu, podobny do stosowanego w płytach CD-RW.
Zalety:
- możliwość zapisu w jednej komórce więcej niż jednego bitu informacji
- stosunkowo duża szybkość zapisu i odczytu – około 300 ns
- stosunkowo duża trwałość – 1012 cykli
- długi czas przechowywania informacji
- stosunkowo prosta produkcja przy zastosowaniu istniejącego sprzętu
- bezpośrednia zamienność z pamięciami flash

Wady:
- na obecnym etapie wysoki koszt produkcji
- wysokie temperatury występujące podczas zapisu mogą pogorszyć niezawodność w rzeczywistych układach
- ciągle zbyt mała prędkość zapisu i trwałość do zastosowań w miejsce obecnych pamięci RAM

Autorem koncepcji i prototypów pamięci zmiennofazowej jest firma Ovonyx, stąd nazywana ona była ovonic unified memory (OUM). Obecnie rozwojem tego rodzaju pamięci zajmuje się firma Intel.